# Rhododendron pumilum
Rhododendron pumilum är en ljungväxtart som beskrevs av Joseph Dalton Hooker. Rhododendron pumilum ingår i släktet rododendron, och familjen ljungväxter. Inga underarter finns listade i Catalogue of Life.